# Picunxes
Picunxes (mapudungun: picunches, "gent del nord"), és el nom usat per referir-se al poble prehispànic de Xile pertanyent a la zona central de Xile anomenat Pikun Mapu, poble actualment desaparegut pel mestissatge amb la població hispànica i la consegüent aculturació. Habitaven entre dos importants rius: el riu Aconcagua i el riu Itata. Eren denominats de diferents formes d'acord amb el nom del Cacic (Lonco) o de la seva localització geogràfica.
Els picunxes s'instal·laven en grups d'aproximadament 300 persones, en petits llogarets. A cada casa que tenien, vivien unes 30 persones, entre el pare, les esposes, els fills, i altres familiars directes (la seva unitat bàsica era la família). Els seus costums establien que els homes manaven o dirigien; la màxima autoritat era el pare i després el fill gran. Només en cas d'emergència, especialment si esdevenia una guerra, hi havia un cap que liderava als altres, que era el cacic.
En diverses àrees van aconseguir un major desenvolupament que els maputxes, producte del seu contacte amb els diaguites, i posteriorment amb els inques. Els picunxes van fabricar la seva pròpia ceràmica: atuells, gerros i fonts, tot això en greda, i també les seves eines per treballar la terra, a més d'altres instruments d'ús diari, com pipes i pedres per moldre el blat de moro.
A la zona on vivien l’aigua era relativament abundant i el clima  mediterrani càlid. La població a la llegada dels espanyols (1536) era de 110.000 persones a 220.000 personas, la població es va reduir força i cap 1540 eren 60 mil i 35 mil l'any 1556. Altres estimen uns 80 mil tributaris cap l'any 1575. Cap a l'any 1695 quedaven uns 20.000 natius vivint en el territori al nord del Biobío.